# امیلیو گیونه
امیلیو گیونه (انگلیسی: Emilio Ghione؛ ۳۰ ژوئیهٔ ۱۸۷۹ – ۷ ژانویهٔ ۱۹۳۰) کارگردان، و هنرپیشه اهل ایتالیا بود.
گیونه شهرتش را به مدیون نویسندگی، کارگردانی و بازی در مجموعه فیلم‌های ماجراجویی "Za La Mort" بود که گیونه نقش یک آپاچی فرانسوی دوست داشتنی و یاغی صادق را بازی می‌کرد. گیونه انواع گونه‌های فیلم را بازیگری و نویسندگی کرد و برخی از فیلم‌های ستاره‌های زمان خود مانند فرانچسکا برتینی، لینا کاوالیری، آلبرتو کولو را کارگردانی کرد. پس از نقش آخرین فیلمش در سال ۱۹۲۶، گیونه به‌طور کوتاه یک تور تئاتر ایتالیا را اجرا کرد.
در سال ۱۹۷۹ جشنواره فیلم ونیز بزرگداشت یک دوره فیلم‌های گیونه را برگزار کرد.
از فیلم‌هایی که وی در آن‌ها نقش داشته‌است، می‌توان به گل سرخ گرانادا، کاروان اسب‌سواران آتشین و آخرین روزهای پمپئی اشاره نمود.